# Zacharnicze
Zacharnicze (biał. Захарнічы) – wieś na Białorusi, w obwodzie witebskim, w rejonie połockim.
Wieś szlachecka położona była w końcu XVIII wieku w województwie połockim.
W 1885 w Zacharniczach zmarł Jan Chrucki.